# Câmera reflex monobjetiva digital

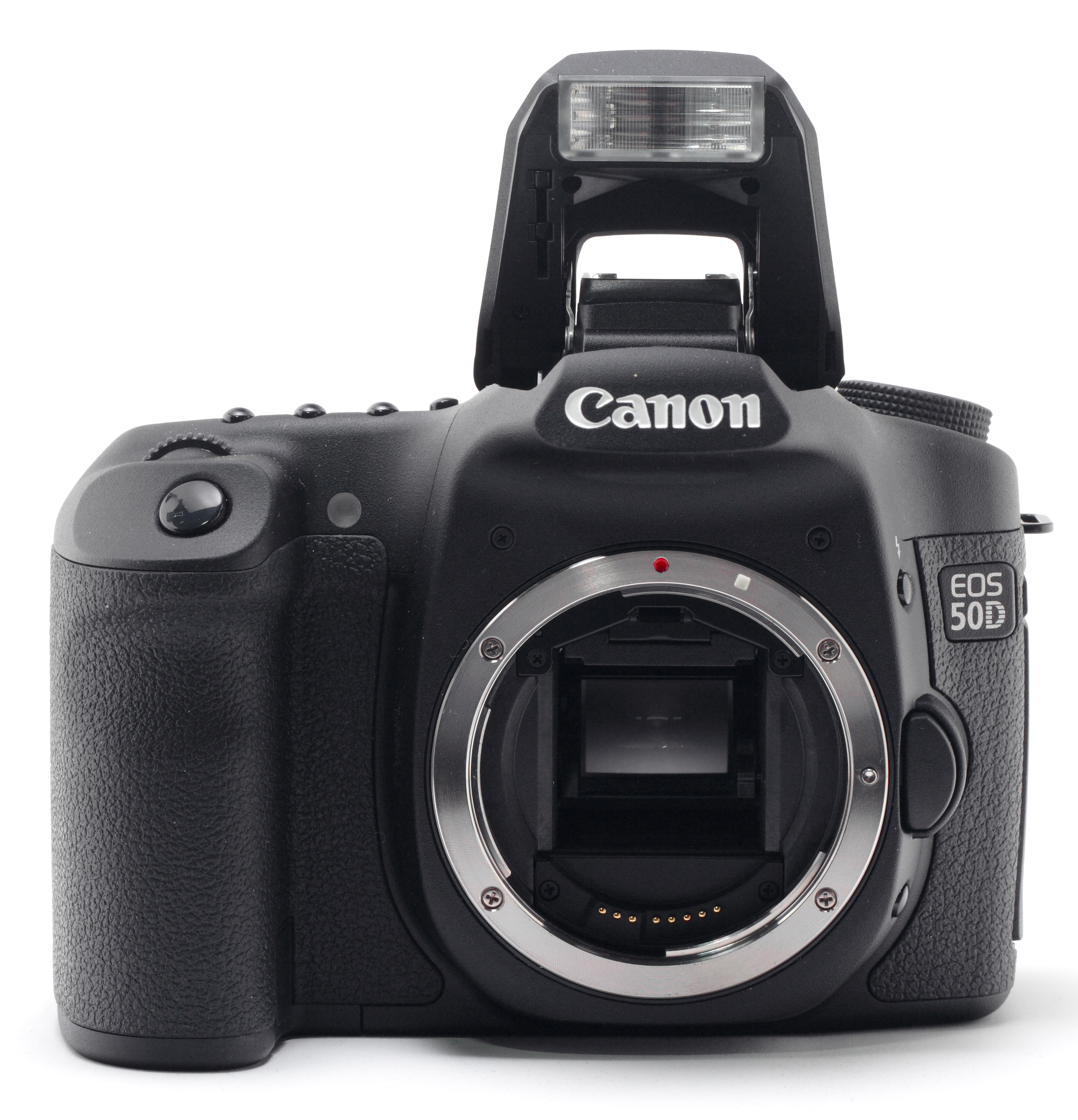
Canon EOS 50D APS-C SLR digital

A câmera reflex monobjetiva digital (SLR digital ou DSLR "digital single-lens reflex cameras") é uma câmera digital que usa um sistema mecânico de espelhos e um pentaprisma para direcionar a luz da lente para um visor óptico na parte traseira da câmera.
O termo DSLR geralmente se refere a câmeras que se assemelham às câmeras de formato 35 mm, apesar de algumas câmeras de formato médio serem tecnicamente DSLRs.

## Função
A operação básica de uma DSLR é a seguinte: para propósitos de visualização, o espelho reflete a luz, vinda através da lente acoplada, para cima, em um ângulo de 90 graus. Ela é então refletida três vezes pelo topo do pentaprisma, sendo ratificada para o olho do fotógrafo. (Observe que o diagrama abaixo mostra incorretamente um pentaprisma sem topo.) Durante a exposição, o jogo de espelhos gira para cima, o diafragma se contrai (se parou para baixo ou ficou menor do que muito aberto) e um obturador se abre, permitindo que a lente projete a luz no sensor de imagem. Um segundo obturador então cobre o sensor, finalizando a exposição, e o espelho se abaixa enquanto o obturador se reinicia. O período em que o espelho é virado para cima é chamado de "apagão do visor". Um espelho e um obturador de ação rápida são preferíveis para que não provoquem atrasos, por exemplo, em uma foto de ação.
Tudo isso acontece automaticamente em um período de milisegundos, com câmeras projetadas para realizar esta tarefa de 3 a 10 vezes por segundo.
DSLRs frequentemente ainda são preferidas pelos fotógrafos profissionais, pois permitem uma pré-visualização precisa do enquadramento em momento próximo da exposição e por permitirem ao usuário escolher uma variedade de objetivas intercambiáveis. A maioria das DSLRs também possui uma função que permite pré-visualização precisa da profundidade de campo.

## Uso profissional
Muitos profissionais também preferem DSLRs por seus sensores maiores em comparação com a maioria das digitais compactas. DSLRs possuem sensores que geralmente são de tamanho mais próximo dos tradicionais formatos de filme que muitos profissionais atuais começaram a utilizar. Estes sensores mais amplos permitem profundidades de campo e ângulos de imagem similares aos formatos de filme, bem como comparativamente um alto sinal à taxa de ruído.

## Comparação com câmeras compactas
O esquema de projeto de reflexão é a maior diferença entre uma DSLR e uma câmera compacta, que normalmente expõe constantemente o sensor à luz projetada pela lente, permitindo que a tela da câmera seja usada como um visor eletrônico.

## Princípios de design da DSLR

Representação do sistema SLR.
1 - 4-Lentes
2 - Espelho
3 - Obturador
4 - Sensor
5 - Tela de foco
6 - Lente condensadora
7 - Pentaprisma
8 - Visor.

Uma câmera baseada no princípio reflex monobjetiva (SLR) usa um espelho para mostrar a imagem que será capturada em um visor. A seção transversal (visão lateral) dos componentes ópticos de uma SLR mostra como a luz atravessa o jogo de lentes (1), é refletida no pentaprisma pelo espelho de reflexão (que deve estar em um ângulo exato de 45 graus) (2) e é projetada na tela de foco não luminosa (5).